# Morelia spilota spilota
La pitón diamantina (Morelia spilota spilota) es una subespecie de las "pitones diamantinas y de alfombra" (Morelia spilota). Es una serpiente de tamaño entre mediano y grande, que se encuentra en las regiones costeras del sureste de Australia. 
De color y diseño variable, típicamente posee un tono base entre oliva oscuro a negro con manchas amarillas (o crema) y negras que parecen formar un diseño que asemeja diamantes o rombos. Su parte inferior es de color pálido.
La subespecie mide de 2 a 3 m de largo, aunque algunos ejemplares pueden llegar a medir hasta 4 m. Son serpientes ovíparas, los huevos son incubados y defendidos por la hembra que se enrolla sobre ellos. Durante este tiempo la pitón no se aleja para alimentarse, y refrescará o elevará los huevos para regular su temperatura. Los cuidados maternales no se prolongan una vez que las crías han roto el cascarón. Los juveniles se asemejan a otras Morelia spilota, pero al ir madurando se van diferenciando.

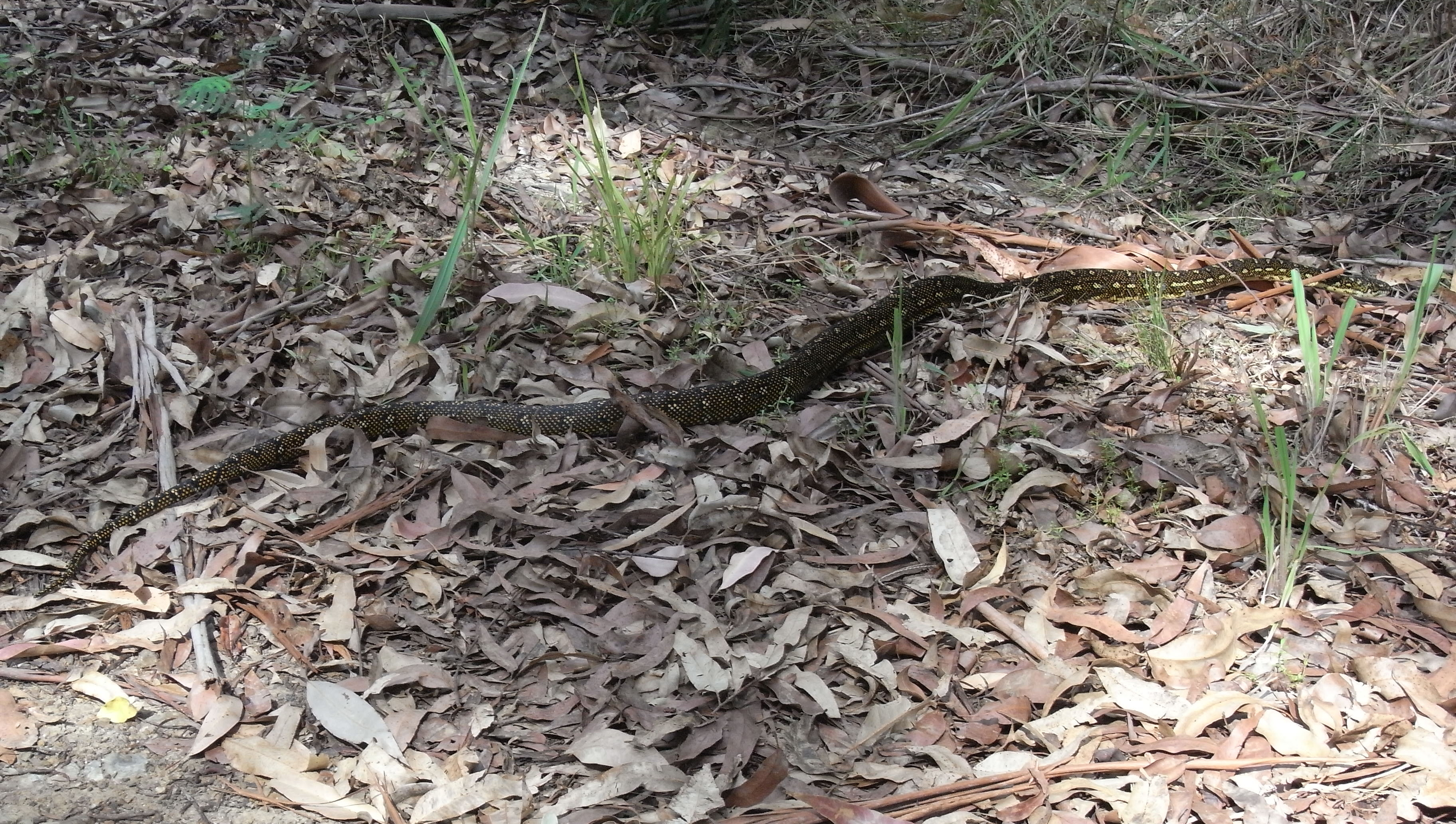
Pitón diamantina en el Wallingat National Park.